# Route 362 (Terre-Neuve-et-Labrador)
Pour les articles homonymes, voir Route 362.
La route 362 est une route tertiaire de la province de Terre-Neuve-et-Labrador d'orientation nord-sud, située dans le sud de l'île de Terre-Neuve. Elle est une route faiblement empruntée, connectant la route 360 à Belleoram, se dirigeant vers le sud pendant 29 kilomètres, traversant les terres, puis suivant la baie Fortune sur ses derniers kilomètres jusqu'à Belleoram. Route alternative de la 360, elle est nommée Belleoram Road, mesure 37 kilomètres, et est une route asphaltée sur l'entièreté de son tracé.

## Communautés traversées
- Belleoram